# Platystele
Platystele je rod miniaturních tropických orchidejí pocházejících ze Střední a Jižní Ameriky. Zahrnuje dle aktuálních poznatků 119 druhů. V rámci vstavačovitých patří do podčeledi Epidendroideae, tribu Epidendreae a subtribu Pleurothallidinae; typovým druhem je středoamerická Platystele compacta. Název je odvozen z řeckých slov platys (široký) a stélé (sloupek) a odkazuje k charakteristicky širokému a krátkému květnímu sloupku těchto rostlin.

## Popis
Jsou to velice drobné vytrvalé rostlinky, některé nedosahují celkové velikosti ani 1 cm a jsou považovány za nejdrobnější orchideje vůbec. Jsou obvykle hustě trsnaté, bez pahlíz. Listy jsou často tuhé, kožovité, co do tvaru čárkovité, kopinaté či obvejčité, velmi krátce řapíkaté, vyrůstající z oddenku. Květenstvím je řídký, pouze několik centimetrů dlouhý postranní hrozen. Květy jsou velmi drobné (rozměry řádově v jednotkách milimetrů), tvořené volnými vnějšími i vnitřními lístky. Mohou nabývat různých tvarů i barev (žluté, nazelenalé, oranžové, červené), u některých druhů jsou tvořeny pouze jedinou vrstvou buněk, takže jsou průhledné. Pysk je jednoduchý, pevně přirostlý k široké bázi sloupku, který nese dvě pylové brylky a dvouklanou bliznu. Rostliny ve vyhovujících podmínkách zpravidla kvetou takřka nepřetržitě. Opylovací mechanismus není dosud kompletně znám, ale předpokládá se, že opylování květů zajišťují drobné mušky, které jsou lákány pomocí feromonů. Plodem je maličká tobolka s mnoha velmi drobnými semeny. Jako u ostatních orchidejí je vyklíčení a růst rostliny závislý na mykorhizních houbách.

## Ekologie a rozšíření
Areál rodu zahrnuje jih Mexika, Střední Ameriku, ostrovy Karibiku a zhruba severní polovinu Jižní Ameriky. Největší koncentrace druhů je v Andách Kolumbie a Ekvádoru. Rostou vesměs jako epifyty ve vlhkých deštných a mlžných lesích, nejčastěji v nadmořských výškách 1500–2500 m. Pro pěstování vyžadují stín či polostín, vysokou vzdušnou i půdní vlhkost (ne však zamokření) a spíše chladné teploty s čerstvým proudícím vzduchem.

## Galerie

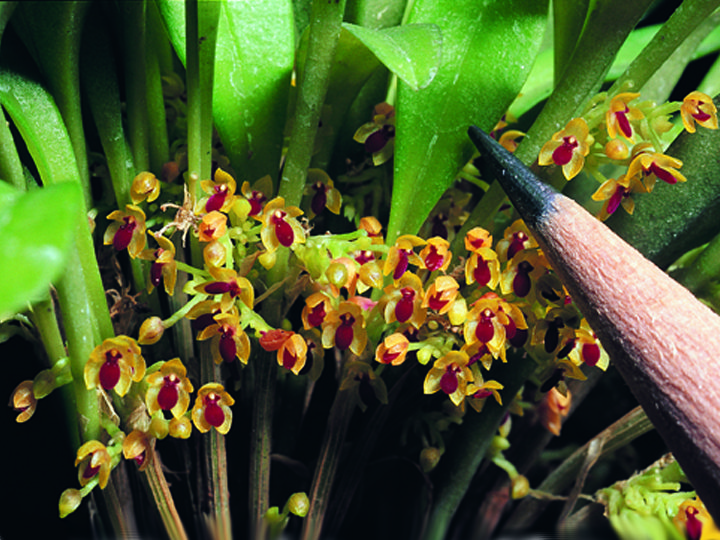
Platystele stenostachya – pro srovnání velikosti hrot tužky
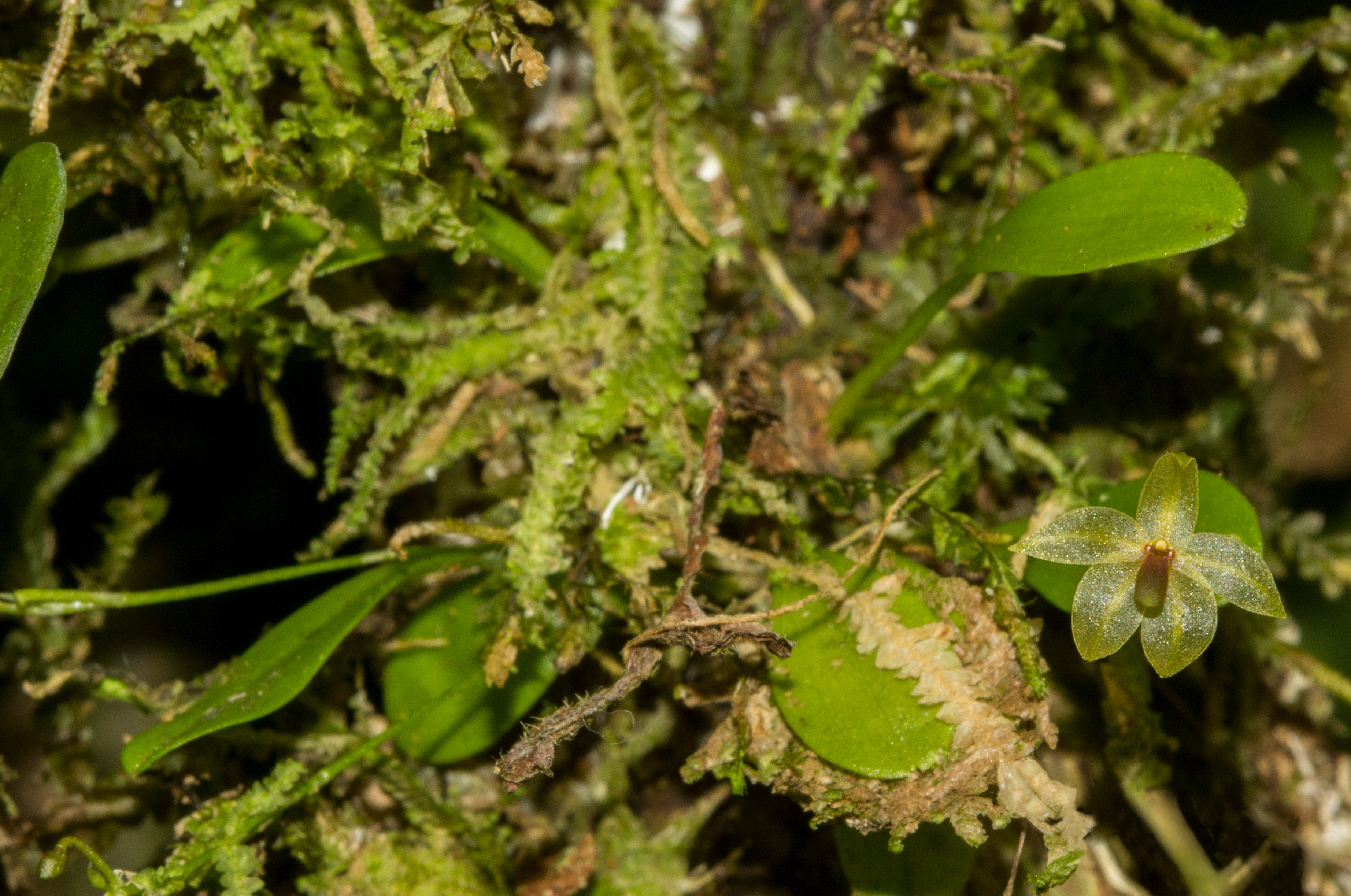
Platystele calantha ve volné přírodě – srov. rostlinky mechu okolo
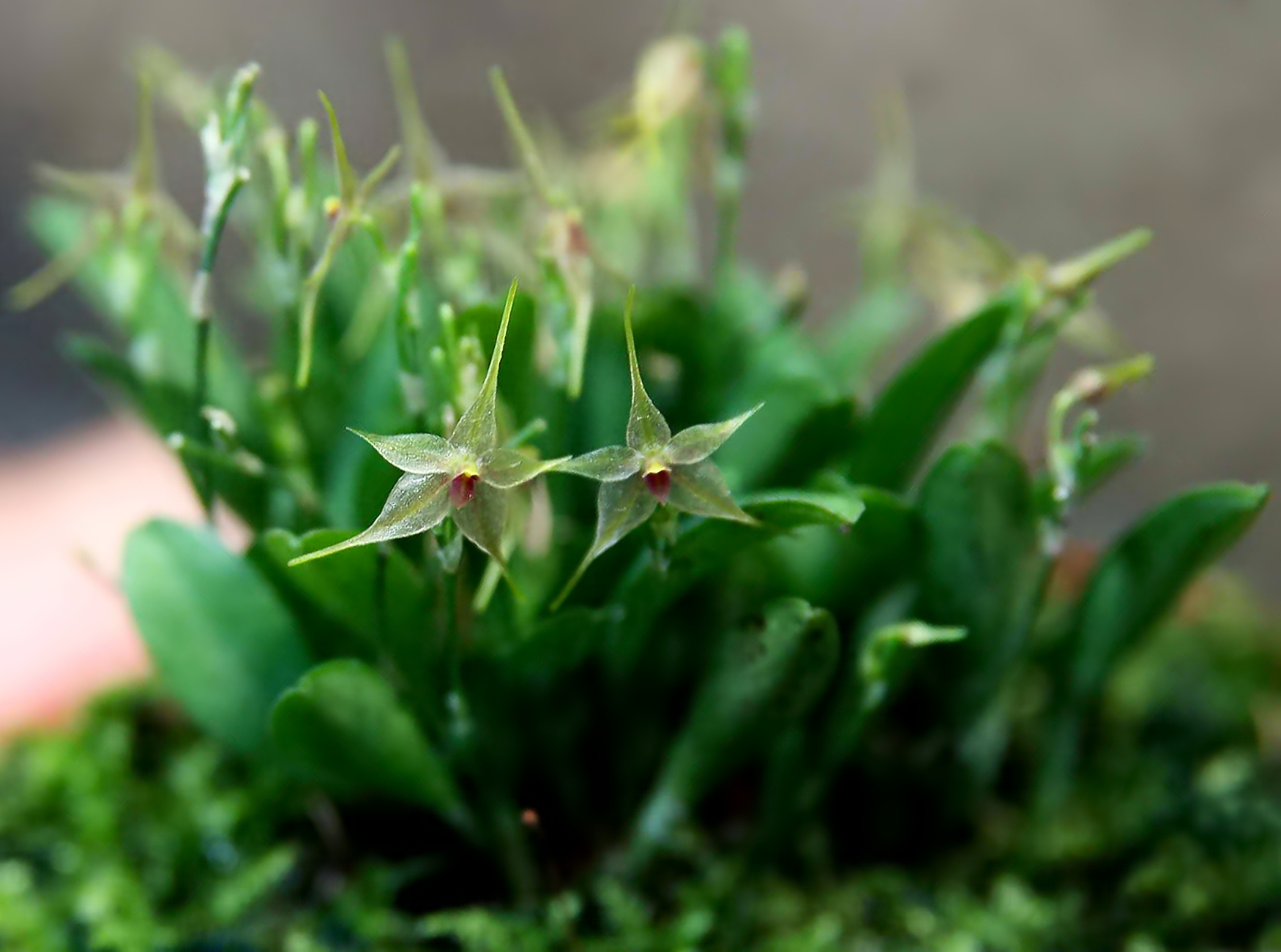
Platystele caudatisepala – celá rostlina
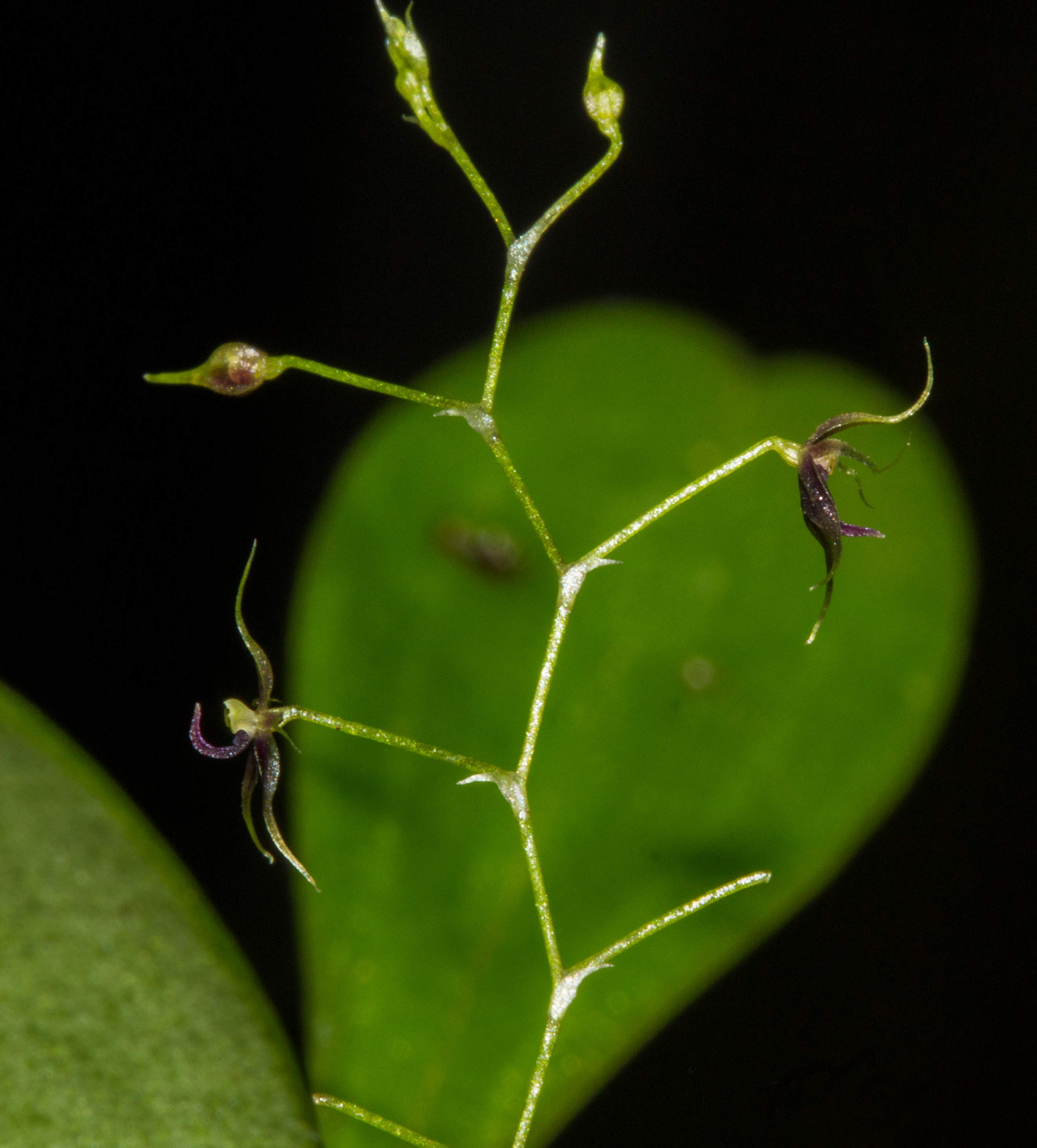
Platystele microscopica – květenství
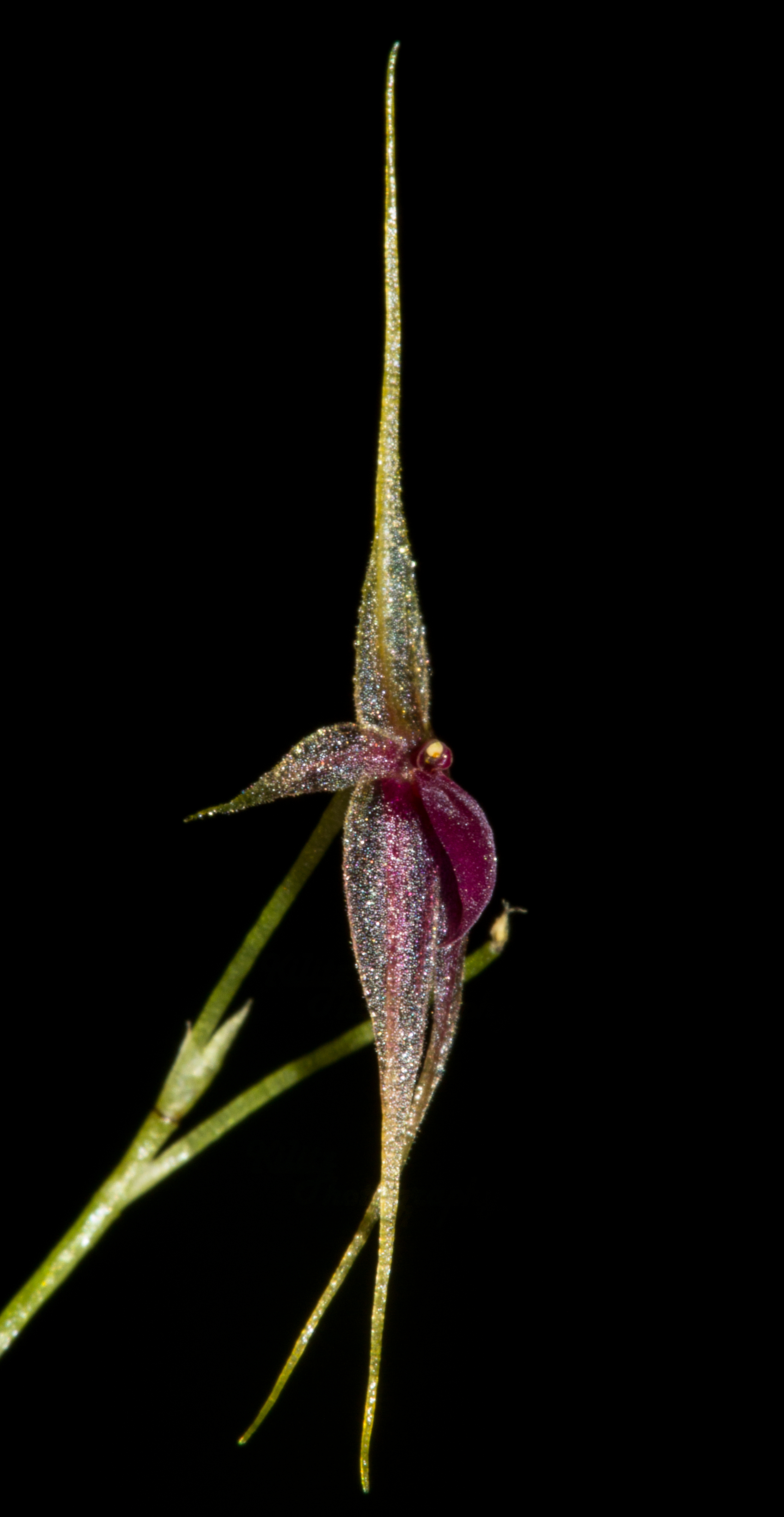
Platystele baqueroi
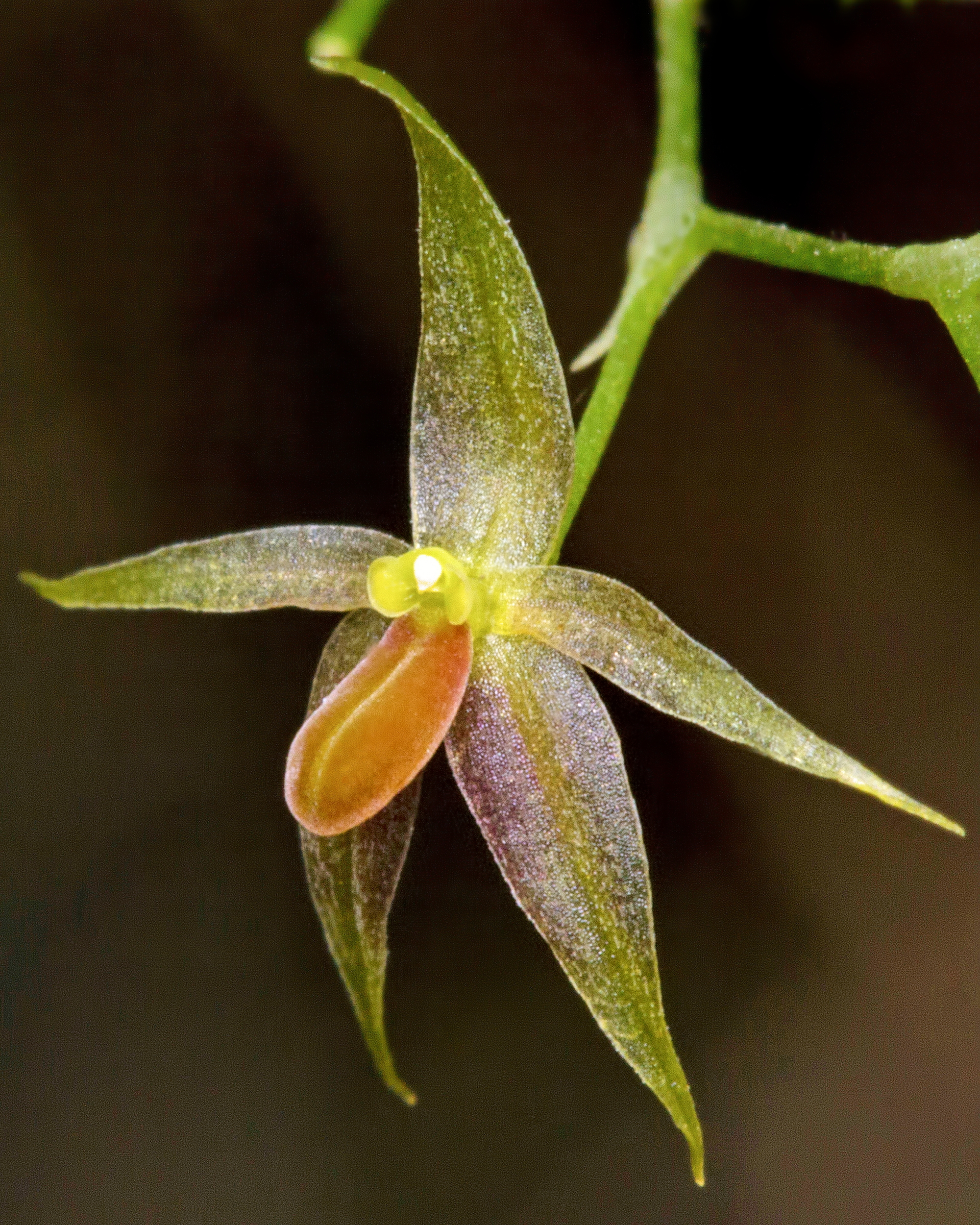
Platystele pyriformis
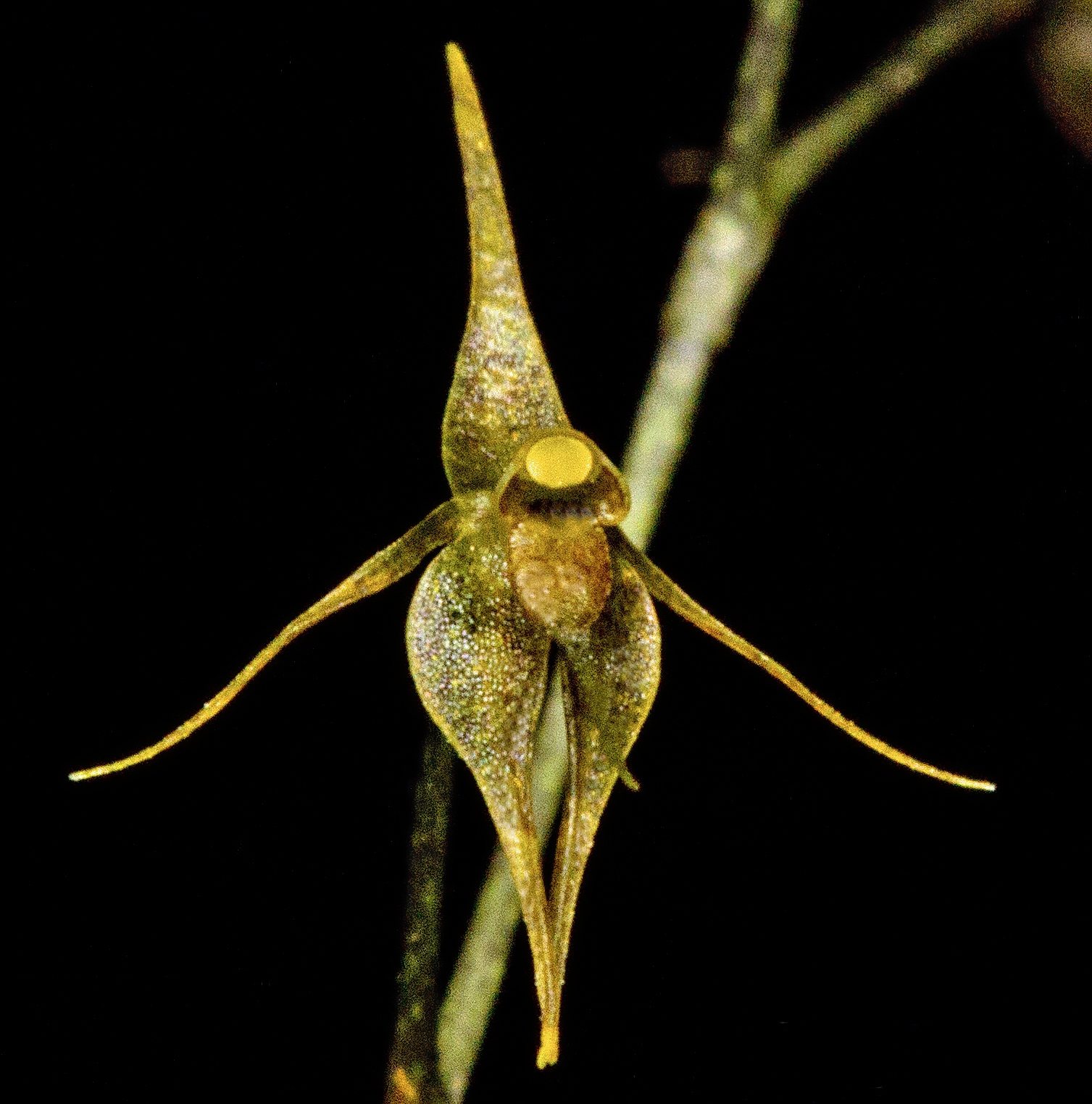
Platystele examen-culicum